# Sabine Laruelle
Sabine Laruelle (ur. 2 czerwca 1965 w Huy) – belgijska i walońska polityk oraz inżynier rolnictwa, od 2003 do 2014 minister rolnictwa w kolejnych rządach, parlamentarzystka, od 2019 do 2020 przewodnicząca Senatu.

## Życiorys
Ukończyła inżynierskie studia rolnicze na uniwersytecie rolniczym w Gembloux – FSAGx (Faculté Universitaire des Sciences Agronomiques de Gembloux). Uzyskała także dyplom z zakresu administracji na Uniwersytecie w Liège.
Była naukowcem w fundacji Uniwersytetu Luksemburskiego i doradcą w fundacji nazwanej na cześć króla Baldwina. Pełniła kierownicze stanowiska w organizacjach rolniczych jako dyrektor generalny belgijskiej Alliance Agricole Belge (od listopada 1999 do grudnia 2000) i walońskiej Fédération Wallonne de l'Agriculture (od stycznia 2001 do maja 2003).
Zaangażowana w działalność Partii Reformatorsko-Liberalnej i współtworzonego przez nią Ruchu Reformatorskiego. W latach 90. pełniła funkcję doradcy regionalnego ministra rolnictwa. W 2003, 2007 i 2010 była wybierana w skład Izby Reprezentantów.
W lipcu 2003 Guy Verhofstadt powierzył jej stanowisko ministra ds. małej i średniej przedsiębiorczości w tym samozatrudnienia (PME) oraz rolnictwa. Od lipca 2007 odpowiadała dodatkowo za współpracę na rzecz rozwoju. W grudniu 2007 w gabinecie przejściowym tego samego premiera została ministrem gospodarki i rolnictwa. Od marca 2008 ponownie sprawowała urząd ministra ds. PME oraz rolnictwa, pełniąc też funkcję ministra nauki. W grudniu 2011 została natomiast ministrem ds. samozatrudnienia i polityki rolnej w rządzie, na czele którego stanął Elio Di Rupo. Zakończyła urzędowanie w październiku 2014.
W 2019 wybrana do Parlamentu Walońskiego, a następnie powołana w skład Senatu. W lipcu tegoż roku objęła funkcję przewodniczącej izby wyższej belgijskiego parlamentu, która kierowała do października 2020.

## Odznaczenia
- Komandor Orderu Leopolda